# Juan Rodríguez Romero
Juan Rodríguez Romero (Sanlúcar de Barrameda, Cádiz, 26 de febrero de 1967- 18 de marzo de 2006) fue un político español del Partido Popular y alcalde del municipio andaluz de Sanlúcar de Barrameda desde 1999 a 2002.

## Biografía
Casado y padre de un hijo, era asesor fiscal de profesión. Fue elegido concejal en el ayuntamiento de Sanlúcar de Barrameda en 1995 y accedió a la alcaldía en septiembre de 1999 a través de una moción de censura, apartando de la alcaldía a Agustín Cuevas Batista del PSOE.
Fue también presidente de Nuevas Generaciones de Sanlúcar de Barrameda.
En las elecciones municipales de 2003, la lista del Partido Popular que encabezaba obtuvo la mayoría absoluta de los votos. Durante su mandato le sobrevino una grave enfermedad que le impidió desempeñar muchas de su funciones. Por ello Rafael Rubio Cáliz, primer teniente de alcalde, se convirtió en el alcalde en funciones del municipio, hasta el fallecimiento de Romero en 2006.